# Beata Januchta
Beata Januchta (ur. 1969 w Trzebnicy) – polska dziennikarka, reżyserka filmów dokumentalnych i reportaży zrealizowanych dla TVP1 i TVP2.

## Życiorys
Ukończyła studia na Uniwersytecie Wrocławskim na wydziale filologii polskiej i romańskiej oraz dziennikarstwo na Uniwersytecie Jagiellońskim. W trakcie studiów rozpoczęła współpracę z redakcją „Słowa Polskiego”, jednocześnie współpracowała z Telewizją Wrocław, której została pracownikiem w roku 1998. Już na studiach myślała o robieniu filmów dokumentalnych.
Autorka cykli Miłość… w innym wymiarze, Protestuję, Prowokator, Obserwator. Zrealizowała setki reportaży społecznych  dla Wrocławskiego Oddziału Telewizji Polskiej, Programu 1, Programu 2 i Telewizji Polonia. Wiele z nich nagradzano na festiwalach, m.in. Szalikowcy – I Nagroda w III Ogólnopolskim Przeglądzie Twórczości Dziennikarskiej 2001, Jedna belka Felka – Nagroda ministra obrony narodowej na Festiwalu Filmów Dokumentalnych „SKRZYDŁA 2001” i prezentowano w pokazach konkursowych, w tym Powodzianie’97, Sen końca wieku i Święty grzech.

## Twórczość
Dla redakcji Filmów dokumentalnych Programu 2 zrealizowała takie filmy jak:
- Powodzianie’97 (2001)
- Dzieciaki z podwórka (2001), za który otrzymała Grand Press 2001 za najlepszy polski dokument 2001 roku,  I Nagrodę w V Ogólnopolskim Przeglądzie Twórczości Dziennikarskiej i wyróżnienie w VI Ogólnopolskim Niezależnym Przeglądzie Form Dokumentalnych NURT’2001 Kielce
- Święty grzech (2003),
- Biedawstydy – Zapomniane pióropusze – Dyplom Honorowy w  IX Ogólnopolskim Niezależnym Przeglądzie Form Dokumentalnych NURT’2003 Kielce
- Komornicy (serial dokumentalny – 16 odcinków), który zdobył główną nagrodę w Dziewiątym Przeglądzie i Konkursie Dziennikarskim Oddziałów Terenowych TVP – PiK9 i stał się inspiracją dla filmu fabularnego Komornik w reżyserii Feliksa Falka (główna nagroda na Festiwalu Filmowym w Gdyni i nominacja do Oskara).
- dekalog... po Dekalogu (cykl dokumentalny – 10 odcinków) pomysłodawczyni cyklu zaprosiła do realizacji poszczególnych odcinków młodych polskich dokumentalistów m.in.: Marcina Koszałkę, Macieja Cuske, Beatę Hyży-Czołpińską,  Piotra Jaworskiego. Sama wyreżyserowała pierwszy i ostatni odcinek, a także współreżyserowała 7. i 8.

Współpraca z redakcją Filmów Dokumentalnych Programu 1, debiut w cyklu Miej oczy szeroko otwarte to niezwykle spektakularny sukces. Wyprodukowany przez Agencję Filmową film Żywot Michała był prezentowany na kilkunastu festiwalach, m.in. na Międzynarodowym Festiwalu Filmów Dokumentalnych w Lipsku; Zdobył kilka nagród. Biała Kobra – Grand Prix XIII Festiwalu Mediów w Łodzi, Grand Prix Circom Regional 2004, Srebrny Medal na Festiwalu Filmowym w Monte Carlo; zakupiło go kilkanaście stacji telewizyjnych, a jego emisja w Arte odbiła się szerokim echem w międzynarodowej prasie.
W 2004 otrzymała nagrodę prezesa Jana Dworaka „za profesjonalizm i wyznaczanie standardów zawodowych” – nominowana za film dokumentalny Żywot Michała – „wzruszającą i wnikliwą opowieść o człowieku, który walcząc z własną słabością, próbuje zachować godność, wiarę i nadzieję". Znalazła się również wśród nagrodzonych przez PFRON przedstawicieli mediów, którzy podczas Europejskiego Roku Osób Niepełnosprawnych (2003) wnieśli znaczący wkład w propagowanie idei równości szans osób niepełnosprawnych oraz w profesjonalny sposób prezentowali tę specyficzną problematykę.
Jej dziesięcioodcinkowy cykl dokumentalny dekalog... po Dekalogu (emitowany po raz pierwszy w TVP2 na przełomie 2008 i 2009) został w 2010 zaproszony na Międzynarodowy Festiwal Filmowy w Göteborgu (GIFF).
W 2016 wyreżyserowała pełnometrażowy film dokumentalny Bitwa wrocławska, którego premiera miała miejsce 15 września 2016 r. w Dolnośląskim Centrum Filmowym.

## Nagrody i wyróżnienia
- 1999
  - Udział w przeglądzie konkursowym V Ogólnopolskim Niezależnego Przeglądu Form Dokumentalnych NURT 1997, reportaż „Szalikowcy”
- 2000
  - I miejsce na III Przeglądzie Twórczości Dziennikarskiej i Konkursie Oddziałów Terenowych za reportaż „Szalikowcy”
  - I miejsce na V Przeglądzie Twórczości Dziennikarskiej i Konkursie Oddziałów Terenowych za reportaż „Szpachla i inni”
  - Wyróżnienie na VI Ogólnopolskim Niezależnym Przeglądzie Form Dokumentalnych NURT 2000 za film „Szpachla i inni”
  - Wyróżnienie na IX Festiwalu Mediów Człowiek w Zagrożeniu w Łodzi, za film „Dzieciaki z podwórka”
- 2001
  - Grand Press 2001 za najlepszy polski dokument 2001 r. za film „Dzieciaki z podwórka”
  - Wyróżnienie na III Przeglądzie Reportażu Telewizyjnego, Katowice za reportaż „Szpachla i inni”
  - I nagroda w V Ogólnopolskim Przeglądzie Twórczości Dziennikarskiej za dokument „Dzieciaki z podwórka”
  - Nagroda Ministra Obrony Narodowej na Festiwalu Filmów Dokumentalnych „Skrzydła 2001” za dokument „Jedna belka Felka”
- 2002
  - Udział w pokazie konkursowym 14th Polish Film Festival in America, dokument „Dzieciaki z podwórka”
2003
  - Grand Prix XIII Festiwalu Mediów Człowiek w Zagrożeniu w Łodzi za dokument „Żywot Michała”
  - Srebrny Medal na Festiwalu Filmowym w Monte Carlo za dokument „Żywot Michała”
  - I nagroda na Przeglądzie i Konkursie Dziennikarskim Programów Regionalnych  za reportaż „A świat taki Ogromny”
  - I nagroda w Konkursie Dziennikarskim „Oczy szeroko otwarte” w kategorii Program Telewizyjny za reportaż „A świat taki Ogromny”
  - Dyplom honorowy na IX Ogólnopolskim Niezależnym Przeglądzie Form Dokumentalnych NURT 2003 za film „Biedawstydy – zapomniane pióropusze”
- 2004
  - Grand Prix Circom Regional za dokument „Żywot Michała”
  - Nagroda Burmistrza Miasta Čadca na XIII Międzynarodowym Festiwalu Filmów Dokumentalnych ETNOFILM (Słowacja) za dokument „Żywot Michała”
  - Dyplom Państwowego Funduszu Rehabilitacji Osób Niepełnosprawnych „za szczególny wkład w propagowanie idei równości osób niepełnosprawnych oraz promowanie integracji w Europejskim Roku Osób Niepełnosprawnych 2003
  - Wyróżnienie na IX Przeglądzie i Konkursie Dziennikarskim Oddziałów Terenowych TVP S.A. PiK 9 Bydgoszcz za film dokumentalny „Komornicy”
  - Nagroda prezesa TVP Jana Dworaka „za profesjonalizm i wyznaczanie standardów zawodowych”
  - Udział w pokazie konkursowym 16th Polish Film Festival in America, dokument „Żywot Michała”
- 2005
  - Udział w pokazie konkursowym XV Festiwalu Mediów Człowiek w Zagrożeniu w Łodzi, dokument „Raj tuż za rogiem”
- 2006
  - Udział w pokazie konkursowym IV Międzynarodowego Festiwalu „Godność i praca”, dokument „Raj tuż za rogiem”
  - Udział w pokazie konkursowym XII Ogólnopolskiego Niezależnego Przeglądu Form Dokumentalnych NURT 2006, dokument „Raj tuż za rogiem”
- 2008
  - Udział w pokazie konkursowym Ogólnopolskiego Festiwalu Filmów o Rodzinie w Łodzi, dokument „Takie małe marzenia”
  - Udział w pokazie konkursowym  IX Międzynarodowy Festiwal Filmu Dokumentalnego „Rozstaje Europy”, dokument „Teraz nam żyć”
  - Udział w pokazie konkursowym XIX Festiwalu Mediów Człowiek w Zagrożeniu w Łodzi, dokument „Dekalog… po Dekalogu – pierwsze”
- 2010
  - Udział w Międzynarodowym Festiwalu Filmowym w Göteborgu (GIFF), dziesięcioodcinkowy cykl dokumentalny "dekalog... po Dekalogu"
- 2011
  - Członek jury XXI Festiwalu Mediów w Łodzi
- 2016
  - Pokaz specjalny na Festiwalu Niepokorni Niezłomni Wyklęci w Gdyni, film dokumentalny „Bitwa wrocławska”
  - Pokaz specjalny na 26. Festiwalu Mediów Człowiek w Zagrożeniu w Łodzi, film dokumentalny „Bitwa wrocławska”[5]
- 2017
  - Udział w 17. Międzynarodowym Festiwalu Nowe Horyzonty we Wrocławiu, film dokumentalny „Bitwa wrocławska”[6]